# Tetragnatha desaguni
Tetragnatha desaguni is een spinnensoort in de taxonomische indeling van de strekspinnen.
Het dier behoort tot het geslacht Tetragnatha. De wetenschappelijke naam van de soort werd voor het eerst geldig gepubliceerd in 1995 door Barrion & Litsinger.